# Pyriofenon
Pyriofenon is een organische verbinding die als fungicide gebruikt wordt in de landbouw. Ze is vooral actief tegen schimmels uit de orde Erysiphales, waaronder echte meeldauw op graangewassen en meeldauw op druiven.
Pyriofenon is ontwikkeld door ISK BioSciences. Het is een benzoylpyridine (een arylfenylketon). De stof is sinds 1 februari 2014 in de Europese Unie toegelaten.